# Manfred Kaltz
Manfred "Manni" Kaltz, född 6 januari 1953, är en tysk före detta professionell fotbollsspelare (försvarare) som 1975 till 1983 spelade 69 landskamper och gjorde 8 mål för det västtyska landslaget.

## Karriär
Manfred Kaltz spelade under 1970- och 1980-talet i Hamburger SV och var en av klubbens tongivande spelare under storhetstiden med kulmen 1983 då Hamburg segrade i Europacupen. Under 19 år i Hamburg så spelade Kaltz totalt 581 Bundesliga matcher, vilket är näst flest genom tiderna. Kaltz har blivit känd för sina så kallade "bananinlägg", inlägg med en speciell skruv, som ofta nickades in av klubbkamraten Horst Hrubesch. Kaltz var även framgångsrik i landslaget, han var bland annat med och vann EM 1980.

## Meriter
Västtyskland
- VM i fotboll: 1978, 1982
  - VM-silver 1982
- EM i fotboll: 1976 (spelade ingen match), 1980
  - EM-guld 1980
- OS 1972

Hamburger SV
- Europacupen: 1983
- Cupvinnarcupen: 1977
- Bundesliga: 1979, 1982, 1983
- DFB-pokal: 1976, 1987